# Rinodina capensis
Rinodina capensis är en lavart som beskrevs av Hampe. Rinodina capensis ingår i släktet Rinodina och familjen Physciaceae.   Inga underarter finns listade i Catalogue of Life.